# کارل ایکیمی
کارل اونورا ایکیمی (انگلیسی: Carl Onora Ikeme؛ زادهٔ ۸ ژوئن ۱۹۸۶) بازیکن فوتبال پیشین اهل نیجریه است.
او تمامی دوران حرفه‌ایش را در ولورهمپتون واندررز گذراند و ۲۰۷ بازی برای این تیم در تمامی رقابت‌ها انجام داد. او با وجود این که در انگلستان به دنیا آمده و در آنجا بزرگ شده بود اما برای تیم ملی فوتبال نیجریه به میدان رفت.
در ژوئیه ۲۰۱۷، تشخیص داده شد که وی به سرطان خون مبتلا است. یک سال بعد، برای انجام مراحل درمانی از فوتبال خداحافظی کرد.